# Убивство Фархунди Малікзаде
34°31′31″ пн. ш. 69°10′42″ сх. д. / 34.525277777778° пн. ш. 69.178333333333° сх. д.
Фархунда Малікзаде також згадується як просто Фархунда — 27-річна афганка, яку жорстоко лінчував розлючений натовп у Кабулі, столиці Афганістану 19 березня 2015 року. Переслідування почалися через її хибне звинувачення у спаленні Корану. На думку лінчувальників, за це Фархунду потрібно було вбити, щоб відправити допекла.
Хибне звинувачення у спаленні Корану висунув місцевий мулла під час суперечки з жінкою. Пізні розслідування поліцейських підтвердили хибність цього звинувачення. Усього поліцейські затримали 49 осіб, які брали участь у лінчуванні, деякі з засуджених отримали по 20 та 16 років ув'язнення. Вбивство Фархунди спровокувало масові протести в Афганістані та суперечки щодо прав жінок. У Кабулі було встановлено пам'ятник на честь Фархунди.
Хоча хаотичний самосуд щодо жінок в Афганістані залишається поширеним явищем, особливо в селах, вбивство Фархунди привернула масову увагу громадськості через свою відверту жорстокість та публічність .

## Передісторія
Як і багато жителів Афганістану, Фархунда була набожною мусульманкою, що носила чадру. На момент лінчування вона закінчила курси ісламознавства і готувалася стати викладачкою . Жінка хотіла вийти заміж, а також мріяла працювати суддею. 19 березня 2015 року Фархунда вплуталася в гучну суперечку з муллою Зайнуддіном у мечеті Масджіді-Шахі-до-Шамшира, звинувативши його в антиісламській поведінці за продаж предметів, що не належать до ісламу (амулетів, віагри та презервативів). Суперечку чули решта парафіян. Зайнуддін, злякавшись того, що парафіяни довідаються правду після подібних звинувачень, необачно звинуватив її в тому, що вона спалила Коран. Фархунда негайно почала заперечувати це звинувачення, заявивши: «Я — мусульманка, а мусульмани не спалюють Коран!», однак чутки про спалення Корану стали вкрай швидко поширюватися за межами мечеті і до будівлі швидко зібрався розлючений натовп. .

## Переслідування та лінчування

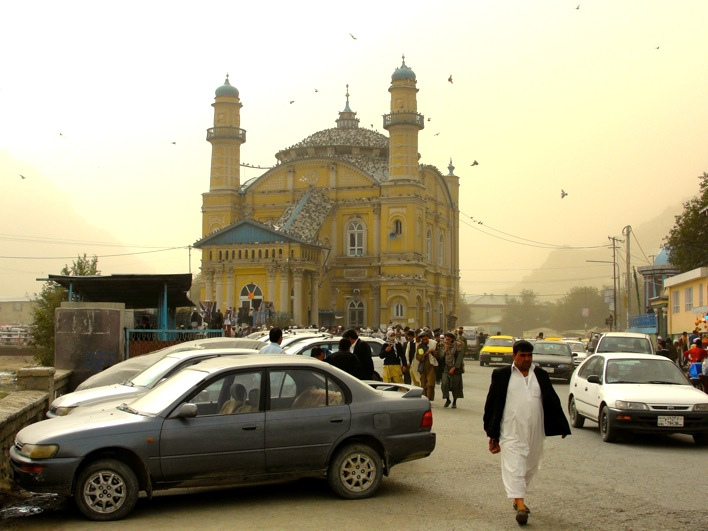
Мечеть, біля якої почалося лінчування Фархунди

Коли інформація про те, що зібрався організований натовп, який бажає покарати Фархунду дійшла до найближчих поліцейських, вони прибули до мечеті Масджіді-Шахі-до-Шамшира і розігнали пострілами протестуючих. Поліцейські запропонували відвезти Фархунду до місцевої поліцейської дільниці для її захисту, але жінка відмовилася, вимагаючи, щоб її супроводжувала жінка-поліцейський, аби уникнути зайвих контактів із чоловіками не махрамами.
Натовпу вдалося схопити Фархунду, повалити її на землю, бити та штовхати. У цей момент знову прибули поліцейські і розігнали натовп пострілами в повітря. Саму жінку для її безпеки відвели всередину мечеті Масджіді-Шахі-до-Шамшира. У цей час кількість протестуючих швидко зростала, серед найбільш агресивно налаштованих людей почали хаотично поширюватися чутки, що Фархунда не лише спалила Корану, але й також співпрацює з американцями. Люди почали штурмувати мечеть, а поліція змусила жінку залізти на дах мечеті. Натовп почав метати каміння та дошки у бік жінки на даху і підбили її так, що вона впала до натовпу. З цього моменту поліція вирішила не втручатися і пасивно спостерігала за тим, що відбувається .
Після цього агресивно налаштовані люди продовжували шарпати, бити й топтати Фархунд, забивши її до смерті. Потім її тіло кинули на дорогу, щоб її переїхала машина, потім тіло прив'язали мотузкою до машини і тягли майже 100 метрів. Потім натовп кинув тіло жінки у висохле русло річки і продовжував обкидати камінням. Після цього активісти вирішили підпалити тіло, але воно не горіло, тому що повністю з одягом було просякнуте водою та кров'ю жінки . Тому люди, що перебували у натовпі, почали знімати із себе одяг, щоб скинути його на тіло Фархунди і потім підпалити. «Кремація» супроводжувалася тріумфуванням і вигукуванням такбіра .
Процес лінчування знімався на відео кількома людьми. Окрім звинувачень у єресі, люди з натовпу вигукували антиамериканські та антидемократичні гасла, звинувачували Фархунду Малікзаде у співпраці з американцями та роботі в посольстві Франції .

## Реакція
Відразу після лінчування, ряд відомих державних чиновників у Facebook вірячи в те, що Фархунда спалила Коран, підтримали її вбивство. Представник поліції Кабула Хашмат Станекзай зауважив, що «Фархунда, як і інші невірні, думала, що подібними діями та образами отримає громадянство США та країн Європи. Але не досягнувши своєї мети, вона поплатилася своїм життям» .
Після того, як з'ясувалося, що всі звинувачення проти Фархунди були хибними, це спровокувало гнівну реакцію серед громадськості. 23 березня, на вулиці Кабула вийшли сотні протестувальників і своєю демонстрацією пройшли маршрутом переміщення натовпу в процесі лінчування Фархунди. Багатьма протестувальниками були жінки. Деякі носили маски з принтом закривавленого обличчя Фархунди. Лінчування, викриття і протести призвели до того, що афганська громадськість стала широко обговорювати проблеми прав жінок в Афганістані, безкарність релігійних фанатиків особливо проти жінок і некомпетентність правоохоронних органів . Під час похорону Фархунди, труну несли жінки, що було незвичайним відходом від традиції, оскільки це роблять чоловіки .
Президент Афганістану Ашраф Гані засудив убивство, назвавши його «огидним актом крайнього насильства» і наказав провести професійне розслідування . Згодом було затримано дев'ятьох осіб, яких вдалося впізнати на відео, знятих у процесі лінчування . Пізніше було затримано ще 28 осіб, а 13 співробітників міліції відсторонено з посад у ході внутрішнього розслідування. Хашмат Станікзай, офіційний представник поліції Кабула, який публічно підтримав вбивство в соцмережах, був звільнений . Міністерство хаджу та ісламських справ Афганістану заявило, що не було виявлено жодних доказів спалення Корану самою Фархундою.
До травня 2015 року було затримано вже 49 підозрюваних, четверо з яких, у тому числі й мулла Зайнуддін, були засуджені до вищої міри покарання — страти. Вирок було ухвалено 5 травня 2015 року. Ще вісім обвинувачених було засуджено до 16 років позбавлення волі . 19 травня 2015 року одинадцять співробітників міліції, включаючи начальника місцевої районної поліції, було засуджено до одного року позбавлення волі, оскільки ті не доклали достатніх зусиль для фізичного захисту Фархунди .
2 липня 2015 року апеляційний суд пом'якшив покарання смертною карою до 20 та 10 років ув'язнення. Мулла Зайнуддін був виправданий . Це спровокувало нову хвилю протестів у Кабулі . Правозахисники стверджували, що вироки, винесені учасникам лінчування були невиправдано м'якими, тому що в результаті лише 12 з 49 обвинувачених були засуджені, а багато інших лінчувальників і зовсім не було заарештовано під приводом нестачі доказів, хоча їх можна було впізнати на відео і вони публічно хвалилися своєю участю лінчування у соціальних мережах . Подібне поблажливе ставлення до злочинців відбивало і поблажливе ставлення афганської громадськості до насильства проти жінок .
Після вироку багато афганок скаржилися в соціальних мережах, що більшість афганських чоловіків, відчувши безкарність, стали відкрито цькувати та булити жінок і необачно звинувачувати їх у зневірі в спробі викликати на них гнів натовпу. Жінок почали активніше ображати чоловіківи-колеги в офісах та університетах. Крім того, було багато фактів, коли чоловіки глумилися над смертю Фархунди, навіть знаючи про помилковість її звинувачень у спаленні Корану, вважаючи, що Фархунда поплатилася життям за своє недостатнє благовір'я, оскільки на відео лінчування вона була надто відкрито одягнена (на момент лінчування Фархунда втратила головний убір і оголила розпущене волосся). Також афганські чоловіки виправдовували вбивство тим, що Фархунда поплатилася за те, що молоде покоління афганок не прагне шанувати традиції і схиляється до зневіри .

### Реакція ісламських священиків вчених
Наступного дня після вбивства ряд афганських імамів і мулів висловили публічне схвалення лінчування Фархунди під час п'ятничної молитви у своїх мечетях. Один з них — Маулаві Аяз Ніязі з мечеті Вазір Акбар Хан публічно попередив, що будь-яка спроба арешту лінчувальників, які «захищали Коран», закінчиться повстанням .
Після того, як було підтверджено, що Фархунда не спалювала Коран, ісламські вчені поспішили висловити своє обурення з приводу цього інциденту. Вони називали акт лінчування таким, що суперечить справжнім цінностям ісламу, а також вказували на неприпустимість самосуду . Відомий пакистанський імам Абу Аммар Ясір Кадхі зауважив, що ознака цивілізованості нації визначається тим, наскільки вона шанобливо ставиться до своїх жінок .